# Губка Боб Квадратні Штани (сезон 2)
Другий сезон мультсеріалу «Губка Боб Квадратні Штани» транслювався у США з 2 жовтня 2000 по 26 липня 2003 року на телеканалі «Nickelodeon».

## Список епізодів
| Номер | Оригінальна назва                | Українська назва                     | Автори сценарію                                    | Дата виходу в ефір |
| --- | -------------------------------- | ------------------------------------ | -------------------------------------------------- | ------------------ |
| 21 | Your Shoe's Untied               | У тебе шнурки розв'язалися           | Волт Дорн, Пол Тіббітт, Мерріветер Вільямс         | 2 листопада 2000   |
| Патрік має черевики і просить допомоги Губки Боба, але він забув, як зав'язувати шнурки. |                                  |                                      |                                                    |                    |
| 21 | Squid's Day Off                  | Вихідний Сквіда                      | Волт Дорн, Пол Тіббітт, Мерріветер Вільямс         | 2 листопада 2000   |
| Поки містер Крабс лежить в лікарні, призначений головним Сквідвард бере вихідний, прикидаючись сильно зайнятим, а на касу залишає Губку Боба |                                  |                                      |                                                    |                    |
| 22 | Something Smells                 | Чимось тхне                          | Аарон Спрінгер, Ц. Х. Грінблат, Мерріветер Вільямс | 26 жовтня 2000     |
| Губка Боб з'їв морозиво з кетчупу, цибулі і арахісу, і тепер у нього жахливий запах з рота. |                                  |                                      |                                                    |                    |
| 22 | Bossy Boots                      | Мала шефиня                          | Волт Дорн, Пол Тіббітт, Дуг Лоуренс                | 26 жовтня 2000     |
| Перл приходить в Красті Крабс працювати на літо, так як у неї багато нових ідей, щоб зі старого, «занедбаного» ресторану влаштувати рай для підлітків. |                                  |                                      |                                                    |                    |
| 23 | Big Pink Loser                   | Великий рожевий невдаха              | Джей Лендер, Вільям Рейс, Мерріветер Вільямс       | 16 листопада 2000  |
| Патрік починає наслідувати Губці Бобу, щоб отримати нагороду, тому що Губка Боб постійно отримує нагороди за свої заслуги. |                                  |                                      |                                                    |                    |
| 23 | Bubble Buddy                     | Бульбашко                            | Джей Лендер, Вільям Рейс, Дуг Лоуренс              | 16 листопада 2000  |
| У день Ліфа Еріксона Губці Бобу ні з ким пограти, він створює бульбашку і називає його Бульбашко, який не влаштовує жителів Бікіні Боттома. |                                  |                                      |                                                    |                    |
| 24 | Dying for Pie                    | Смертельний пиріг                    | Аарон Спрінгер, Ц. Х. Грінблат, Мерріветер Вільямс | 28 грудня 2000     |
| Сквідвард випадково дозволяє Губці Бобу з'їсти пиріг, виготовлений на фабриці бомб. |                                  |                                      |                                                    |                    |
| 24 | Imitation Krabs                  | Фальшивий Крабс                      | Волт Дорн, Пол Тіббітт, Дуг Лоуренс                | 28 грудня 2000     |
| Планктон будує робота, схожого на містера Крабса, щоб обдурити Губку Боба. |                                  |                                      |                                                    |                    |
| 25 | Wormy                            | Вормі                                | Волт Дорн, Пол Тіббітт, Мерріветер Вільямс         | 17 лютого 2001     |
| Сенді Чікс їде, і тому вона попросила Губку Боба і Патріка доглянути за її домашніми вихованцями, серед яких їм найбільше сподобалася гусениця на ім'я Вормі. |                                  |                                      |                                                    |                    |
| 25 | Patty Hype                       | Підступні Петті                      | Джей Лендер, Вільям Рейс, Дуг Лоуренс              | 17 лютого 2001     |
| У Красті Крабс 36 днів не заходять відвідувачі! І щоб залучити клієнтів в Красті Крабс, Губка Боб пропонує продавати «Красиві Петті» — розфарбовані крабові Петті.                                                                                                   |                                  |                                      |                                                    |                    |
| 26 | Grandma's Kisses                 | Бабусині цілунки                     | Волт Дорн, Пол Тіббітт, Мерріветер Вільямс         | 6 березня 2001     |
| Губка Боб любить ходити до своєї бабусі, але ніяковіє після глузувань Сквідварда і інших хлопців з Красті Крабса. |                                  |                                      |                                                    |                    |
| 26 | Squidville                       | Сквідвіль                            | Аарон Спрінгер, Ц. Х. Грінблат, Мерріветер Вільямс | 6 березня 2001     |
| Після того, як Губка Боб і Патрік руйнують своїми підводними рифодуямм будинок Сквідварда, він переїжджає в заповідник «Сквідвіль», місце, населене кальмарами. |                                  |                                      |                                                    |                    |
| 27 | Prehibernation Week              | Тиждень перед сплячкою               | Аарон Спрінгер, Ц. Х. Грінблат, Мерріветер Вільямс | 5 травня 2001      |
| Сенді повинна впасти в сплячку, і вона хоче зробити стільки різних справ із Губкою Бобом, скільки можливо. |                                  |                                      |                                                    |                    |
| 27 | Life of Crime                    | Злочинне життя                       | Джей Лендер, Вільям Рейс, Дуг Лоуренс              | 5 травня 2001      |
| Губка Боб і Патрік «беруть кульку в борг», але вона лопається. |                                  |                                      |                                                    |                    |
| 28 | Christmas Who?                   | Що таке Різдво?                      | Волт Дорн, Пол Тіббітт, Дуг Лоуренс                | 20 грудня 2000     |
| Сенді розповідає Губці Бобу про різдвяні традиції, і він передає всьому місту про Різдво. Жителі міста, всі, крім Сквідварда, стають впевнені, що Санта Клаус приїде і виконає їх бажання.                                                                           |                                  |                                      |                                                    |                    |
| 29 | Survival of the Idiots           | Виживання ідіотів                    | Аарон Спрінгер, Ц. Х. Грінблат, Мерріветер Вільямс | 17 травня 2001     |
| Губка Боб і Патрік прокрадаються в будинок Сенді, і виявляють, що двері примерзли. |                                  |                                      |                                                    |                    |
| 29 | Dumped                           | Покинутий                            | Пол Тіббітт, Волт Дорн, Мерріветер Вільямс         | 5 березня 2001     |
| Ґері починає повзати за Патріком, Губка Боб намагається повернути його додому, але безуспішно. |                                  |                                      |                                                    |                    |
| 30 | No Free Rides                    | Їздити заборонено                    | Аарон Спрінгер, Ц. Х. Грінблат, Дуг Лоуренс        | 17 травня 2001     |
| Гука Боб Боб знову провалює іспит з водіння, але місіс Пафф хоче позбутися від нього і тому дає йому водійські права задарма. |                                  |                                      |                                                    |                    |
| 30 | I'm Your Biggest Fanatic         | Я Ваш фанат                          | Джей Лендер, Вільям Рейс, Дуг Лоуренс              | 7 березня 2001     |
| Губка Боб і Патрік приїжджають на щорічний з'їзд мисливців на медуз, і Боб зауважує Медузоловів, серед них — огірка Кевіна кращого мисливця на медуз в світі. Для того щоб потрапити в клуб Медузоловів, Губка виконує різні завдання.                               |                                  |                                      |                                                    |                    |
| 31 | Mermaid Man and Barnacle Boy III | Морський супермен і Причепа 3        | Пол Тіббітт, Волт Дорн, Мерріветер Вільямс         | 23 листопада 2000  |
| Губка Боб і Патрік повинні доглянути за лігвом Морського Супермена і Причепи, поки вони відпочивають. У них все виходить до того, як вони звільняють Морського Лиходія.                                                                                              |                                  |                                      |                                                    |                    |
| 31 | Squirrel Jokes                   | Камеді Крабс                         | Пол Тіббітт, Уолт Дорн, Мерріветер Вільямс         | 23 листопада 2000  |
| Губка Боб стає коміком, і народ не сміється над його жартами. Тоді, Боб починає жартувати над білками, зображуючи їх дурними, і це смішить публіку, але Сенді ображається на нього.                                                                                  |                                  |                                      |                                                    |                    |
| 32 | Pressure                         | Тиск                                 | Джей Лендер, Вільям Рейс, Девід Фейн               | 25 листопада 2001  |
| Губка Боб, Патрік, Сквідвард і Крабс починають сперечатися з Сенді, хто краще: морські істоти або земні. |                                  |                                      |                                                    |                    |
| 32 | The Smoking Peanut               | Арахіс-гарячі сліди                  | Пол Тіббітт, Волт Дорн, Дуг Лоуренс                | 25 листопада 2001  |
| Губка Боб і Патрік йдуть в зоопарк, щоб побачити гігантську устрицю. Боб кидає в неї арахіс, устриця прокидається і починає ридати, що дуже набридає жителям міста.                                                                                                  |                                  |                                      |                                                    |                    |
| 33 | Shanghaied                       | Невільники                           | Аарон Спрінгер, Ц. Х. Грінблат, Мерріветер Вільямс | 26 липня 2003      |
| Губка Боб, Патрік і Сквідвард знайшли корабель Летючого Голландця, і тепер вони повинні вибратися звідти, поки Голландець їх не з'їв. |                                  |                                      |                                                    |                    |
| 33 | Gary Takes a Bath                | Ґері приймає ванну                   | Аарон Спрінгер, Ц. Х. Грінблат, Мерріветер Вільямс | 26 липня 2003      |
| Губка Боб вирішує, що Ґері повинен помитися, але не хоче цього робити. |                                  |                                      |                                                    |                    |
| 34 | Welcome to the Chum Bucket       | Ласкаво просимо до «Помийного Відра» | Волт Дорн, Пол Тіббітт, Дуг Лоуренс                | 21 січня 2002      |
| Містер Крабс з Планктоном грають в карти, і містер Крабс програє Губку Боба. |                                  |                                      |                                                    |                    |
| 34 | Frankendoodle                    | Кривулька                            | Волт Дорн, Пол Тіббітт, Мерріветер Вільямс         | 21 січня 2002      |
| Губка Боб і Патрік знаходять олівець, і кожен малюнок, намальований цим олівцем, оживає. Губка Боб малює себе, але малюнок виявляється злим. |                                  |                                      |                                                    |                    |
| 35 | The Secret Box                   | Таємна скринька                      | Волт Дорн, Пол Тіббітт, Мерріветер Вільямс         | 7 вересня 2001     |
| Патрік показує Губці Бобу коробку і каже, що це його таємна скринька. Боб намагається побачити, що всередині, але безуспішно. |                                  |                                      |                                                    |                    |
| 35 | Band Geeks                       | Оркестр диваків                      | Ц. Х. Грінблат, Аарон Спрінгер, Мерріветер Вільямс | 7 вересня 2001     |
| Сквідвард дзвонить його давній суперник Сквілльям, і просить виступити зі своїм оркестром в Баббл Боул, так як сам Сквілльям не зможе виступити. |                                  |                                      |                                                    |                    |
| 36 | Graveyard Shift                  | Зміна на кладовищі                   | Дуг Лоуренс, Джей Лендер, Ден Повенмайр            | 6 вересня 2002     |
| Містер Крабс робить Красті Крабс цілодобовою закусочною. В першу робочу ніч Сквідвард намагається налякати Губку Боба, розповівши історію про Маньяка-м'ясоруба. Після цього розказана історія починає відбуватися в дійсності і сам Сквідвард починає в неї вірити. |                                  |                                      |                                                    |                    |
| 36 | Krusty Love                      | Кохання Крабса                       | Дуг Лоуренс, Джей Лоуренс, Вільям Рейс             | 6 вересня 2002     |
| Містер Крабс закохується в місіс Пафф і на першому побаченні він витрачає сто тисяч доларів, через що у нього починається нервовий зрив. Розриваючись між любов'ю і грошима, він вирішує передати всі свої заощадження на зберігання Губці Бобу …                    |                                  |                                      |                                                    |                    |
| 37 | Procrastination                  | Зволікання                           | Волт Дорн, Пол Тіббітт, Дуг Лоуренс                | 30 листопада 2001  |
| Губка Боб повинен написати твір на тему «Що заборонено робити перед світлофором», що складається як мінімум з 800 слів, але весь час відволікається на менш важливі справи.                                                                                          |                                  |                                      |                                                    |                    |
| 37 | I'm with Stupid                  | Мій друг дурень                      | Аарон Спрінгер, Ц. Х. Грінблат, Марк О'Хейр        | 30 листопада 2001  |
| На День морських зірок до Патріка приїжджають його батьки. Він просить Губку Боба прикинутися дурним, щоб самому виглядати розумнішим. |                                  |                                      |                                                    |                    |
| 38 | Sailor Mouth                     | Моряцька говірка                     | Волт Дорн, Пол Тіббітт, Мерріветер Вільямс         | 21 вересня 2001    |
| Губка Боб і Патрік виявляють на сміттєвому бачку незнайоме слово і починають вставляти його в усі фрази. Містер Крабс зауважує, що вони говорять «погане слово» і бере з них обіцянку ніколи не вимовляти його. Але, як відомо, поганий приклад заразливий …         |                                  |                                      |                                                    |                    |
| 38 | Artist Unknown                   | Невідомий художник                   | Волт Дорн, Пол Тіббітт, Марк О'Хейр                | 21 вересня 2001    |
| Сквідвард стає вчителем мистецтва, а Губка Боб — його єдиним учнем. Незважаючи на його талант, Сквідвард каже, що творіння Губки Боба — не мистецтво. |                                  |                                      |                                                    |                    |
| 39 | Jellyfish Hunter                 | Мисливець на медуз                   | Волт Дорн, Пол Тіббітт, Марк О'Хейр                | 28 вересня 2001    |
| Губка Боб дає одну з крабових Петті з медузовим желе клієнту, якому нова Крабова Петті дуже сподобалася, і містер Крабс вирішує додати Крабові Петті з желе в меню.                                                                                                  |                                  |                                      |                                                    |                    |
| 39 | The Fry Cook Games               | Смажені ігри                         | Джей Лендер, Ден Повенмайр, Мерріветер Вільямс     | 28 вересня 2001    |
| Губка Боб бере участь в Смажених іграх, представляючи «Красті Крабс», але в змагання вступає Планктон з Патріком, виступаючим за «Помийне Відро». |                                  |                                      |                                                    |                    |
| 40 | Squid on Strike                  | Сквідвард страйкує                   | Волт Дорн, Пол Тіббітт, Марк О'Хейр                | 12 жовтня 2001     |
| Містер Крабс замість зарплати виставив Губці Бобу і Сквідварду рахунок. Сквідвард вирішує влаштувати страйк, умовляючи Губку Бобу приєднатися до нього. |                                  |                                      |                                                    |                    |
| 40 | Sandy, SpongeBob, and the Worm   | Сенді, Губка Боб і Черв'як           | Джей Лендер, Ден Повенмайр, Мерріветер Вільямс     | 12 жовтня 2001     |
| Аляскинский Бичачий Черв'як тероризує Бікіні Боттом, і Сенді викликається його перемогти, тому що він вкрав її хвіст. |                                  |                                      |                                                    |                    |